# Jože Cesar
Jože Cesar, slovenski slikar in scenograf, * 22. april 1907, Trst, † 31. julij 1980, Trst.

## Življenje in delo
V mladosti je delal kot pristaniški delavec, pozneje se je odločil za slikarstvo in se učil pri Avgustu Černigoju. Razstavljal je skupinsko in samostojno v Benetkah, Milanu, Veroni in Trstu. Motive, ki so imeli pogosto socialno noto, je zajemal v tržaškem okolju. Slikal je portrete, krajine in tihožitja. Slogovno je slikal v izrazno preoblikovanem realizmu, sicer pa v olju, temperi in akvarelu. Kot scenograf je sodeloval v raznih slovenskih in jugoslovanskih gledališčih pri več kot 80-tih predstavah, največ pa v letih 1945−1963 v Trstu.
Njegova sinova sta Sergij (Sergej) Cesar (filmar, videast, inženir elektronike, predavatelj za someljeje) in Vojko Cesar, fagotist in atletski trener. 